# Bruchlinien: Drei Episoden zum NSU
Bruchlinien: Drei Episoden zum NSU ist eine Comicreportage von Nino Paula Bulling und Anne König, die 2019 bei Spector Books erschien. Der Comic erzählt von drei Frauen, die von den Morden des Nationalsozialistischen Untergrunds (NSU) betroffen waren. Als Grundlage dienten Interviews, die Bulling und König von 2018 bis 2019 mit Beteiligten und Beobachtern des NSU-Prozesses führten.

## Inhalt
Thema des Comics sind die Morde des NSU und deren Aufarbeitung. Im Mittelpunkt stehen drei Frauen, die in der (öffentlichen) Wahrnehmung rund um den NSU wenig oder gar nicht beachtet wurden: Susann Eminger, die Mitarbeiterin „Sibylle“ des Verfassungsschutzes und Gamze Kubaşık, wobei sich die Frauen nicht persönlich kennen. Eminger ist mitverantwortlich für den Mord am Vater von Kubaşık, Sibylle war an den Ermittlungen beteiligt. Im ersten Teil rekonstruieren Bulling und König die Geschichten der drei Frauen als Comic, erzählen aber keine fortlaufende Geschichte. Jede Episode beleuchtet unabhängig eine der drei Frauen, inhaltlich verbunden sind sie durch die NSU-Morde. In der zweiten Hälfte sind die Interviews zu sehen, die als Grundlage für Bruchlinien dienten. Im Folgenden wird der Inhalt der Comic-Episoden kurz wiedergegeben.
Susann Eminger wird einerseits als freundlich und fürsorglich gezeigt, da sie sich um eine blinde Bekannte kümmert, anderseits ist sie offen rechtsextrem. Sie unterstützte den NSU und insbesondere Beate Zschäpe, der sie mehrfach ihre Unterlagen wie die Krankenkassenkarte lieh, als diese untergetaucht war, und ihr damit eine Tarnidentität bereitstellte. Vermutlich mietete sie ebenfalls ein Wohnmobil, das dem NSU nach einem Mord als Fluchtfahrzeug diente. Obwohl die Staatsanwaltschaft davon Kenntnis hatte, musste sich Eminger im Gegensatz zu ihrem Ehemann zunächst nicht vor Gericht verantworten. André Eminger wurde zu zwei Jahren und sechs Monaten Freiheitsstrafe verurteilt, da er den NSU maßgeblich logistisch unterstützt hatte.
Eine Verwaltungsbeamtin und Mitarbeiterin des Verfassungsschutzes, ihr Deckname war „Sibylle“, versuchte erfolglos zu verhindern, dass Akten über V-Männer vernichtet wurden, nachdem der NSU aufgeflogen war. Sibylle wurde wegen der Aktenvernichtung vorgezogen in den Ruhestand versetzt. Ihr Vorgesetzter, der die Aktenvernichtung angeordnet hatte, blieb hingegen in seinem Amt.
Als Drittes stellt die Comicreportage Gamze Kubaşık vor. Ihr Vater Mehmet Kubaşık wurde 2006 vom NSU ermordet; Gamze und ihr Bruder sagten vor Gericht aus. Dort wurden sie unter anderem von Freunden der Angeklagten beleidigt und bedroht. Mehmet Kubaşık wurde wegen seines Migrationshintergrunds anfangs als Drogendealer verdächtigt. Sowohl bei den Ermittlungen als auch im Prozess mussten sich Angehörige nicht nur herablassende, sondern auch rassistische Kommentare gefallen lassen.

## Entstehung und Stil
Als Motivation für das Projekt galt unter anderem die übergeordnete Frage „Wie funktioniert das Wegschauen?“ Für ihre Recherche führten Bulling und König in den Jahren 2018 und 2019 Gespräche mit Beteiligten und Beobachtern des NSU-Prozesses. Darunter waren beispielsweise der Anwalt Sebastian Scharmer, Nebenklagevertreter von Kubaşık, die Kunstvermittlerin Ayse Gülec, die Forensic Architecture bei Recherchen zu einem der NSU-Morde für die documenta 14 unterstützte, Candan Özer-Yılmaz, deren Ehemann bei einem Anschlag schwer verletzt und traumatisiert wurde, und der Journalist Christian Fuchs. Die Interviews sind im zweiten Teil des Comics abgedruckt. Hier wird ein etwas dunklereres Papier verwendet, das die beiden Teile auch optisch voneinander abhebt.
Gemeinsam verfassten Bulling und König das Skript für Bruchlinien, Bulling verantwortete die Illustrationen. Dabei wurden die Fakten um spekulative Elemente ergänzt, „um Bilder zu finden für Geschehnisse, von denen es keine Bilder gibt“, wie etwa die Alltagsszenen von Susann Eminger. Das erste Bild von Bruchlinien ist lediglich ein schwarzes Rechteck, in den folgenden Panels kommen Sprechblasen mit Geräuschen und Gesprächen hinzu. Die erste Geschichte nimmt zunächst die Perspektive der blinden Frau ein, die von Eminger betreut wird, was im übertragenen Sinn als blinder Fleck verstanden werden kann. Den Figuren, die mit einer feinen Linienführung in Schwarz-Weiß gezeichnet sind, stellt Bulling Farbflächen in klaren Blau-, Ocker- und Rottönen gegenüber. Die Flächen grenzt Bulling nicht durch Linien ab, sondern lässt sie offen. Sie haben etwa die Form einer Frisur, eines Kleidungsstücks oder Einrichtungsgegenstands.

## Ausstellungen
Im Rahmen der Veranstaltung „Panel Walks“ beim Hamburger Comicfestival wurden Auszüge aus Bruchlinien als Teil der Impossible Library am 2. Oktober 2020 ausgestellt. König war als Gast vor Ort.
Am 5. Oktober 2021 veranstaltete das Kulturzentrum Bahnhof Langendreher in Bochum eine Lesung mit anschließender Ausstellung. Sowohl Bulling als auch König nahmen an der Veranstaltung teil, die durch das Bundesprogramm „Neustart Kultur“ gefördert wurde.

## Rezeption
Bruchlinien wurde im Januar 2020 bei rbbKultur im Themenbereich Literatur als „Comic des Monats“ prämiert. Der Comic zeige, „wo die Bruchlinien der deutschen Demokratie und der damit verbundenen Rechtssicherheit liegen“: Polizeiliche Ermittlungen und juristische Aufarbeitung funktionierten so schlecht, „weil rechter Terror nicht für möglich gehalten wurde“. Im Gegenteil standen Opfer der türkischen Gemeinde selbst unter Verdacht. Weiterhin hält Andrea Heinze fest, die Details des Comics seien gut recherchiert. Comic und Interviews könnten beide für sich alleine stehen, zusammen „entwickeln sie eine besondere Wucht“, weil der Comic zeige, „wie die Leben der drei Frauen […] von den NSU-Verbrechen durchdrungen sind“. Damit sei das Werk wie „ein emotionaler Schlüssel, der die Informationen des zweiten Teils noch interessanter werden lässt“.
In ihrer Rezension auf kritisch-lesen.de schließt sich Rebekah Manlove der Einschätzung an, dass sich Comic und Interview gut ergänzten, „denn im einen wird die Empathielosigkeit des Richters bei der Verhandlung gezeigt, im anderen weiter ausgeführt“. Besonders eindrücklich falle das Gespräch mit Candan Özer-Yılmaz aus, die offen über ihre Frustration und Verzweiflung spreche: „Das passiert nicht, weil der Nazi da draußen irgendwas anzündet. Das passiert, wenn ein Rassist da oben sitzt.“ Dabei unterliege der NSU-Prozess in allen drei Beiträgen Kritik, zum Beispiel durch die Einschätzung, dass sich der Richter „gegenüber der Situation der Neonazis empathischer zeigte als gegenüber den Angehörigen ihrer Opfer“, oder das häufig als gering wahrgenommene Strafmaß der Verurteilten. Auch wenn der Comic optisch ansprechend gestaltet sei, könne er ohne Vorwissen möglicherweise schwierig zu verstehen sein. Trotzdem gelinge es den Machern, „in den einzelnen Episoden jeweils eine eigene Atmosphäre zu kreieren“. Eine besondere Stärke sei die „Vielfalt der darin versammelten Perspektiven“.
Antje Weber beschreibt Bruchlinien in der Süddeutschen Zeitung als „hochpolitischen und hochinteressanten, auf den ersten Blick aber auch ein bisschen sperrig wirkenden Band“. Insbesondere die dritte Episode, die sich Gamze Kubaşık widmet, sei „besonders erschütternd zu lesen“. Angehörige der Mordopfer seien wegen ihres Migrationshintergrunds von der Polizei verunglimpft und tendenziös befragt worden, selbst vor Gericht mussten sie sich „offensichtliche Bemerkungen anhören, die sich nicht nur als herablassend, sondern als rassistisch einordnen lassen“; dass es den Comicband gebe, „ist immerhin ein heller Sprenkel in der Düsternis“.